# 特里·瓊斯
特伦斯·格雷厄姆·帕里·琼斯（英語：Terence Graham Parry Jones，1942年2月1日—2020年1月21日）是一位威尔士的喜剧演员，编剧，演员，导演，作家，大众史家、政治评论员及电视纪录片主持人。他是知名的英国六人喜剧团体蒙提·派森的成员。2015年被診斷出患有痴呆症。2020年1月21日在家人陪伴下於家中去世，終年77歲。

## 早年生活
琼斯出生于威尔士的科爾溫灣。他的父亲是驻扎在印度的英国皇家空军。当琼斯四岁半时，全家搬到萨里郡。
琼斯在吉尔福德就读于英国皇家文法学校，在那里，他与未来蒙提·派森的伙伴Michael Palin在牛津歌剧团演出喜剧。後入牛津大學習英語以及歷史學，並以優異成績畢業。

## 个人生活
琼斯与Alison Telfer在1970年结婚，他们有两个孩子：Sally（生于1974年）；Bill（生于1976年）。他们的婚姻破裂后，琼斯承认与26岁的学生Anna Söderström恋爱。
2006年10月21日，据《每日镜报》报道，琼斯患上了大肠癌。三天后《每日镜报》另一篇文章指出对琼斯进行的探查手术有良好的效果。据英国媒体2009年4月27日报道，琼斯在2009年秋天第三次成为父亲，孩子的母亲是Anna Söderström。但是他仍然保持着与Telfer的婚姻关系。琼斯的女儿Siri出生于2009年9月初。

## 剧本
- And Now for Something Completely Different (1972) 与 Graham Chapman, John Cleese, Terry Gilliam, Eric Idle, Michael Palin合作
- 秘密 (1973) – 电视，与 Michael Palin合作
- 巨蟒与圣杯 (1975) 与 Graham Chapman, John Cleese, Terry Gilliam, Eric Idle, Michael Palin合作
- 蒙提·派森之布莱恩的一生 (1979) 与 Graham Chapman, John Cleese, Terry Gilliam, Eric Idle, Michael Palin合作
- 脫線一籮筐 (1983) 与 Graham Chapman, John Cleese, Terry Gilliam, Eric Idle, Michael Palin合作
- 迷宮 (1986)
- 維京奇航 (1989)
- 柳林中的風聲 (1996)

## 系列纪录片
- Crusades（英语：Crusades (BBC TV series)） (1995)
- Ancient Inventions – 导演Phil Grabsky和Daniel Percival (1998)
- The Surprising History of Egypt (USA, 2002)  又名 The Hidden History of Egypt (英国， 2003) – 导演Phil Grabsky
- The Surprising History of Rome (USA, 2002) 又名 The Hidden History of Rome (英国， 2003) – 导演Phil Grabsky
- The Surprising History of Sex and Love (2002) –导演Alan Ereira和Phil Grabsky
- Terry Jones' Medieval Lives (2004)
- The Story of 1 (2005)
- Terry Jones' Barbarians (2006)
- Terry Jones' Great Map Mystery (2008)